# Араукариевый лес
Араукариевые леса, пинерайя — хвойные субтропические леса, образованные видами рода Араукария. Произрастают в Южной Америке в двух изолированных друг от друга регионах. В восточной части материка на значительной площади в бразильских штатах Парана, Санта-Катарина и Риу-Гранди-ду-Сул, а также в Уругвае, Восточном Парагвае и Аргентине распространена араукария бразильская (Araucaria brasiliana). Значительно меньшую территорию занимают леса с преобладанием араукарии чилийской (Araucaria araucana), которой сопутствуют породы с твёрдой древесиной, важнейшая из них — эмбуйя (Ocotea porosa). Распространены в Андах на 40° ю.ш. в интервале высот от 500 до 3000 м над ур. моря. Для подлеска характерен вид Падуб парагвайский (Ilex paraguariensis), из которого готовят мате, или парагвайский чай.

## Экорегион Араукариевые влажные леса
Сухопутный экологический регион Араукариевые влажные леса расположен в западной части Южной Америкии и занимает южную часть глобального экорегиона Атлантический лес (NT0101 в классификации WWF). Преобладающий тип природной растительности — хвойные смешанные леса с преобладанием араукарии — представляют собой реликтовые экосистемы горных районов Южной Америки, оставшиеся от более широко распространённых и игравших бо́льшую роль в прошедшие геологические эпохи смешанных хвойно-широколиственных лесов.
Распространены в горном массиве Серра-да-Мантикейра от средневысоких плоскогорий (около 500 м) до более высоких склонов гор, возвышающихся до 1600 м над уровнем моря. К северу от этого региона произрастают кустарники экорегиона Серрадо, на юге другие саванны, на западе и востоке — влажные тропические леса.
Влажный субтропический климат характеризуется частыми заморозками и высоким увлажнением (1300—3000 мм осадков в год) при отсутствии сухого сезона.
Основной лесообразующей породой является араукария бразильская, иногда достигающая высоты 45 м, с участием представителей семейств Лавровые (Ocotea pretiosa, Ocotea catharinense), Миртовые (Campomanesia xanthocarpa) и Бобовые (Parapiptadenia rigida).